# Colina (vitamina)
Colina é um catião orgânico, um nutriente essencial que faz parte do complexo B de vitaminas. Este catião, o (2-Hidroxietil)-trimetilamônio, sais quaternários de amônio como o cloreto de colina.] Trata-se de uma amina natural encontrada nos lipídios presentes na membrana celular e no neurotransmissor acetilcolina.
A ingestão diária recomendada é de 550 mg diários para indivíduos adultos do sexo masculino, de 425 mg diários para indivíduos adultos do sexo feminino e ligeiramente superior, cerca de 450 mg diários durante a gravidez. 
As fontes principais de colina são alimentos como o ovo, fígado de galinha, vitela de vaca, a mostarda, cereais integrais, entre outros.

Representação da molécula de Colina.

## História
A colina foi descoberta por Andreas Strecker em 1864 e sintetizada quimicamente em 1866. Em 1998 a colina foi classificada como em nutriente essencial pelo Food and Nutrition Board of the Institute of Medicine (U.S.A.).

## Imagens adicionais

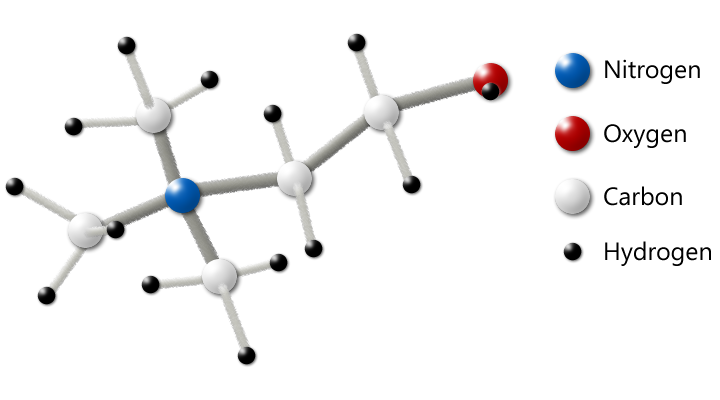
Colina (C5H14NO+)
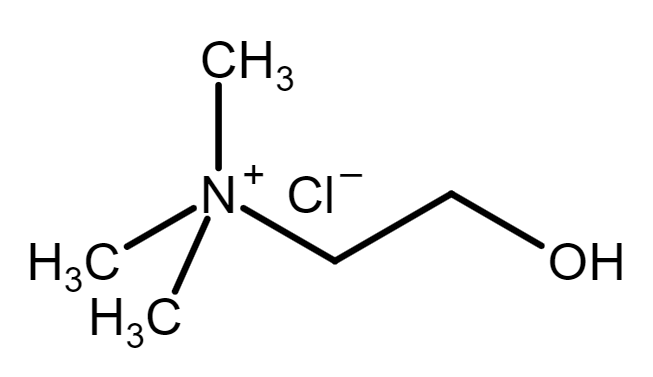
Cloreto de colina
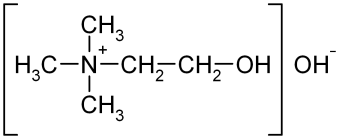
Hidróxido de colina
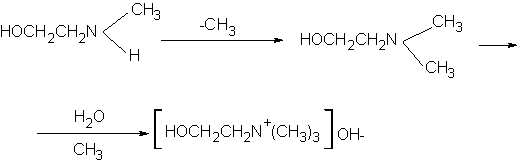
Síntese